# Gründungszuschuss
Der Gründungszuschuss ist eine staatliche Transferleistung zur Förderung einer Existenzgründung, die nach den §§ 93 f. SGB III (bis 31. März 2012: §§ 57, 58 SGB III a.F.) von der deutschen Bundesagentur für Arbeit an Empfänger von Arbeitslosengeld gezahlt werden kann, die sich hauptberuflich selbständig machen und damit ihre Arbeitslosigkeit beenden. Der Gründungszuschuss fasst die bis 2006 gewährten Einzelmaßnahmen, nämlich das Überbrückungsgeld und den Existenzgründungszuschuss (Ich-AG), zu einem Förderinstrument zusammen. Seit dem 28. Dezember 2011 ist der Gründungszuschuss bei Neuanträgen keine Pflichtleistung mehr, sondern nur noch eine Ermessensleistung. Dadurch werden im Haushalt der Bundesagentur für Arbeit Einsparungen von jährlich mehr als 1 Mrd. € erwartet.
Die Förderung von Existenzgründungen gehört zu den Instrumenten des Hartz-Konzepts; im Jahr 2005 wurden etwa 250.000 Arbeitslose bei der Aufnahme einer selbständigen Tätigkeit unterstützt. Nach Schätzungen der Hamburger Arbeitsagentur scheiterten etwa 20 % bis 30 % dieser Existenzgründungen. Neueren Statistiken zufolge meldeten sich 93,2 % der Bezieher des Gründungszuschusses – zumindest in den ersten 6 Monaten nach Beginn der Förderung – nicht mehr arbeitslos. Obwohl im Jahr 2011 der Gründungszuschuss noch 240.000 mal bewilligt wurde, war es im Jahr 2024 nur noch 27.000 mal.

## Gültigkeit
Der Gründungszuschuss ist durch das Gesetz zur Fortentwicklung der Grundsicherung für Arbeitsuchende vom 20. Juli 2006 (BGBl. I S. 1706) mit Wirkung zum 1. August 2006 geschaffen worden und gilt für Förderungen, die ab diesem Zeitpunkt gewährt werden. Ausnahme: Wer vor dem 31. Juli 2006 seine Gründungsvorbereitungen unter den Bedingungen des Überbrückungsgeldes begonnen hatte, sein Unternehmen aber erst nach dem 31. Juli gründete und ausschließlich wegen eines zu geringen Restanspruchs auf Arbeitslosengeld keinen Anspruch auf einen Gründungszuschuss hatte, konnte bis zum 31. Oktober 2006 mit dem bisherigen Überbrückungsgeld gefördert werden. Für bereits laufende Maßnahmen, die bis einschließlich Juli 2006 bewilligt wurden, trat keine Änderung ein und Überbrückungsgeld bzw. Existenzgründungszuschuss wurden bis zum Ende des Förderzeitraums weitergezahlt.

## Fördervoraussetzungen
Bezieher von Arbeitslosengeld I, die durch Aufnahme einer selbständigen und hauptberuflichen Tätigkeit ihre Arbeitslosigkeit beenden, können zur Sicherung des Lebensunterhalts und zur sozialen Sicherung durch den Gründungszuschuss gefördert werden, wenn sie die nachfolgend genannten Voraussetzungen erfüllen. Auch bei Vorliegen der Voraussetzungen besteht kein Rechtsanspruch auf den Gründungszuschuss. Ob die Leistung im Einzelfall gewährt wird, liegt im Ermessen des Vermittlers, der über den Antrag auf den Gründungszuschuss ermessensfehlerfrei entscheiden muss.

### Arbeitslosigkeit
Da es um die Beendigung der Arbeitslosigkeit geht, können nur Personen unterstützt werden, die auch tatsächlich arbeitslos sind. Ein direkter Übergang aus einem bestehenden Arbeitsverhältnis in die Selbständigkeit wird also nicht gefördert. Es muss mindestens eine Arbeitslosigkeit von einem Tag bestehen.

### Anspruch auf Arbeitslosengeld von mindestens 150 Tagen
Der Existenzgründer muss einen Anspruch auf eine Entgeltersatzleistung nach dem SGB III (i. d. R. Arbeitslosengeld, möglich aber auch bei Übergangsgeld) haben. Eine kurzzeitige Unterbrechung bis zu 1 Monat zwischen dem Anspruch auf Entgeltersatzleistungen und der Aufnahme der selbständigen Tätigkeit schließt die Gewährung eines Gründungszuschusses nicht aus. Er muss außerdem im Zeitpunkt der Aufnahme der Selbständigkeit noch über einen Anspruch auf Arbeitslosengeld von mindestens 150 Tagen verfügen. Nicht gefördert wird eine Existenzgründung, die erst nach voller Ausschöpfung des Arbeitslosengeldanspruchs beginnt. Eine „Aufnahme der Selbständigkeit“ in diesem Sinne erfordert nicht zwingend, dass der Existenzgründer mit dem Geschäftsbetrieb in vollem Umfang begonnen haben muss. Eine Aufnahme kann schon in der Durchführung von Vorbereitungshandlungen (Erwerb von Büromaterial, Schalten von Anzeigen usw.) liegen.

### Tragfähigkeit der Existenzgründung
Die Existenzgründung soll aus der Arbeitslosigkeit führen und langfristig eine ausreichende Erwerbsgrundlage schaffen. Das Existenzgründungskonzept muss deshalb tragfähig sein. Der Antragsteller muss die fachlichen und materiellen Voraussetzungen für die erfolgreiche Ausübung der selbständigen Tätigkeit durch eine Stellungnahme einer fachkundigen Stelle (zum Beispiel Industrie- und Handelskammer, Kreditinstitut) nachweisen.

### Persönliche und fachliche Eignung
Darüber hinaus muss der Gründer gegenüber der Bundesagentur für Arbeit seine Kenntnisse und Fähigkeiten zur Ausübung der selbständigen Tätigkeit darlegen, zum Beispiel durch fachliche und unternehmerische Qualifikationsnachweise, Berufserfahrung oder die Teilnahme an Maßnahmen zur Vorbereitung der Existenzgründung. Bei Zweifeln an der persönlichen Eignung des Antragstellers kann die Arbeitsagentur die Teilnahme an Maßnahmen zur Vorbereitung der Existenzgründung fordern.

### Leistungsausschluss
Die Förderung ist ausgeschlossen, wenn bereits zuvor eine Existenzgründungsförderung nach dem SGB III gewährt wurde und nach Beendigung dieser Förderung keine 24 Monate vergangen sind. Zudem erlischt der Anspruch ab dem Monat, in dem der Gründer das 65. Lebensjahr vollendet. Der Gründungszuschuss wird solange nicht geleistet, solange der Anspruch auf Arbeitslosengeld, etwa wegen einer Sperrzeit, ruhen würde.

## Vorbereitung und Antragstellung
Der Antrag ist vor Aufnahme der selbständigen Tätigkeit bei der zuständigen Bundesagentur für Arbeit auf amtlichem Vordruck zu stellen. Eine fachkundige Stelle hat das Gründungsvorhaben zu begutachten und die Tragfähigkeit zu bescheinigen. Dafür kommen insbesondere die Existenzgründungsberater in Frage:
- Steuerberater und Rechtsanwälte, Unternehmensberater und Wirtschaftsprüfer
- Industrie- und Handelskammer, Handwerkskammer
- Berufsverbände und Kammern
- Kreditinstitut und Gründerzentren

Für die Überprüfung und Stellungnahme wird ein Geschäftsplan benötigt, der aus folgenden Unterlagen bestehen sollte:
- Kurzbeschreibung des Existenzgründungsvorhabens
- Lebenslauf sowie Unterlagen, aus denen die Befähigung hervorgeht (Diplom, Arbeitszeugnisse)
- Kapitalbedarfs- und Finanzierungsplan für mindestens 3 Jahre
- Umsatz- und Rentabilitätsvorschau für mindestens 3 Jahre
- Anmeldung der selbständigen Tätigkeit beim Finanzamt (Freiberufler) oder beim Gewerbeamt (für gewerbliche Berufe)

Sollte im Vorfeld eine geförderte oder ungeförderte selbständige Tätigkeit aufgegeben worden sein, so ist die Aufgabe zu begründen.

## Förderdauer und Förderhöhe
Die Dauer der Förderung durch den Gründungszuschuss beträgt maximal 15 Monate. Sie ist nicht durch die Dauer des restlichen Arbeitslosengeldanspruches begrenzt. Die Förderung umfasst zwei Phasen:
In der ersten Phase, die 6 Monate dauert, erhalten die Existenzgründer zur Sicherung des Lebensunterhaltes einen Zuschuss in der Höhe ihres individuellen zuletzt gewährten Arbeitslosengeldes. Zusätzlich wird ein Betrag in Höhe von monatlich 300 € für die soziale Absicherung geleistet. Es besteht die Möglichkeit der freiwilligen Versicherung in der gesetzlichen Kranken- und Pflegeversicherung und Rentenversicherung. Existenzgründer können auch weiterhin gegen Arbeitslosigkeit versichert sein.
In der zweiten Phase, die 9 Monate dauert, wird nur noch ein Betrag von monatlich 300 € gezahlt. Die Weiterförderung liegt wiederum im Ermessen der Arbeitsagentur. Allein aus dem Umstand, dass die Existenzgründung für die ersten 6 Monate gefördert wurde, erwächst kein Rechtsanspruch auf die Weiterförderung. Existenzgründungen werden nur weiter gefördert, wenn eine intensive Geschäftstätigkeit und hauptberufliche unternehmerische Aktivitäten vorliegen und dies vom Gründer belegt wird. Wichtig ist ferner, ob sich die Angaben, die im Geschäftsplan für die ersten 6 Monate gemacht wurden, bestätigt haben und sich das Konzept als tragfähig erwiesen hat.

## Erneute Arbeitslosigkeit
Wird die Selbständigkeit aufgegeben und tritt wieder Arbeitslosigkeit ein, so mindert sich die Dauer des Restanspruchs auf Arbeitslosengeld um die Anzahl von Tagen, für die der Gründungszuschuss gezahlt wurde, maximal um die Anzahl von Tagen, die in der Arbeitslosigkeit zur Verfügung gestanden hätten. Es wird kein Negativsaldo gebildet, der mit einer zukünftigen Arbeitslosigkeit verrechnet werden könnte.

## Steuerliche Behandlung
Der Gründungszuschuss ist steuerfrei (§ 3 Nr. 2 EStG) und unterliegt nicht dem Progressionsvorbehalt. Da er keine Lohnersatzleistung darstellt, wie beispielsweise Arbeitslosengeld, muss er nicht im Rahmen der Einkommensteuererklärung angegeben werden.

## Anrechnung bei freiwilliger Versicherung in der Gesetzlichen Krankenversicherung
Der Gründungszuschuss wird, abzüglich der Pauschale zur sozialen Sicherung in Höhe von 300 €, als Einkommen zur Berechnung des Beitrags in der Gesetzlichen Krankenversicherung herangezogen. Bei Selbständigen wird ein Mindesteinkommen von 1.096,67 Euro angesetzt.
Versicherungsberechtigt ist, wer der Versicherungspflicht unterliegt (§ 5 SGB V) oder wer freiwillig versichert ist und bei dem die versicherungsrechtlichen Voraussetzungen (§ 9 Abs. 1 SGB V) erfüllt sind. Hierzu gehören Personen, die aus der Versicherungspflicht ausgeschieden sind und in den letzten 5 Jahren vor dem Ausscheiden mindestens 24 Monate oder unmittelbar vor dem Ausscheiden ununterbrochen mindestens 12 Monate versichert waren. Die Beitrittserklärung muss innerhalb von 3 Monaten nach dem Ende der Versicherungspflicht erfolgen, da sonst der Anspruch auf Mitgliedschaft erlischt. Die freiwillige Versicherung beginnt mit dem Tag, der auf das Ende der Pflicht- bzw. Familienversicherung folgt, andernfalls mit dem Tag des Beitritts. Sie endet mit Beginn einer Pflichtmitgliedschaft (nichtselbständige Arbeit, Bezug von Lohnersatzleistungen), im Rahmen einer Familienversicherung oder durch fristgerechte Kündigung unter Einhaltung der Bindungsfrist.
Freiwillig versicherte Selbständige sowie Versicherte der Künstlersozialkasse, die den allgemeinen Beitragssatz (15,5 %) an ihre gesetzliche Krankenversicherung abführen, haben vom 43. Tag der Arbeitsunfähigkeit an Anspruch auf Krankengeld. Oft wird der allgemeine Beitragssatz nur im Rahmen eines Wahltarifs angeboten, der eine dreijährige Bindung an die Krankenkasse zur Folge hat. Für Mitglieder, die keinen Anspruch auf Krankengeld erwerben, gilt ein ermäßigter Beitragssatz in Höhe von 14,9 % und eine Bindungsfrist von derzeit 18 Monaten.
Alternativ kann sich der Selbständige auch über eine Private Krankenversicherung absichern. Hierbei werden einkommensunabhängige Versicherungsprämien vereinbart, die sich an individuellen Merkmalen des Versicherten orientieren. Ein Recht zur Aufnahme in die Private Krankenversicherung besteht allerdings nur im Basistarif; darüber hinaus kann der Versicherer eine Aufnahme auch ablehnen.

## Alternativen
Das Einstiegsgeld bietet eine Alternative für Personen, welche die Fördervoraussetzungen für den Gründungszuschuss nicht erfüllen. Darüber hinaus steht Existenzgründern eine Vielzahl von Förderprogrammen aus dem Bereich der allgemeinen Wirtschaftsförderung zur Verfügung (z. B. das StartGeld der KfW-Mittelstandsbank). Viele öffentliche Förderprogramme erfordern einen Gestaltungsspielraum für den Kapitalgeber und setzen daher voraus, dass die Förderung vor der Gründung und insbesondere vor der Gewerbeanmeldung beantragt wird; dies gilt auch für das Einstiegsgeld und das Förderprogramm EXIST. Ist die Gründung hingegen bereits erfolgt, können private Kapitalgeber gegebenenfalls Business Angels über das Programm INVEST gefördert werden.

## Unterschiede zwischen Ich-AG und Gründungszuschuss
Auch wenn die Zielrichtung zwischen beiden Modellen die gleiche ist, bestehen jedoch umfangreiche Unterschiede. Der wichtigste ist die Anforderung, einen Geschäftsplan vorzulegen. Im Rahmen der Ich-AG wurde das Konzept der Selbständigkeit nicht geprüft. Dies führte in hohem Maße zu Mitnahmeeffekten: Kurz vor Auslaufen des ALG1 gründeten viele Arbeitslose eine Ich-AG. Sie nahmen die angebotenen Gelder also mit, ohne jedoch eine tragfähige Selbständigkeit zu erreichen. Mitnahmeeffekte wurden auch dadurch begünstigt, dass die Förderung der Ich-AG endete, sobald die Selbständigkeit einen Ertrag abwarf.
Nach neuem Recht ist die Tragfähigkeit der Selbständigkeit vorher nachzuweisen und der Erfolg für die Förderung unschädlich.
Ein weiterer wesentlicher Unterschied ist die Behandlung in Bezug auf die Sozialversicherungen. Ziel der Ich-AG war eine Zwangsmitgliedschaft in gesetzlicher Renten- und Krankenversicherung. Nach neuem Recht verfügen Empfänger des Gründerzuschusses (wie andere Selbständige auch) über die Freiheit der Wahl ihrer Alters- und Krankenversicherung.

## Änderung der Rechtslage ab dem 28. Dezember 2011
Das Bundeskabinett hat am 25. Mai 2011 dem nicht zustimmungspflichtigen Gesetz mit dem Namen „Gesetz zur Verbesserung der Eingliederungschancen am Arbeitsmarkt“ zugestimmt. Intention sei, die bisherigen Instrumente der Arbeits- und Beschäftigungsförderung auf die wirksamsten Instrumente von 43 auf 31 Maßnahmeangebote zu reduzieren.
Die gesetzliche Neuregelung sieht folgende Änderungen vor:
- Der Gründungszuschuss wird von einer teilweisen Pflichtleistung, auf die der Arbeitslose einen erworbenen Anspruch hat, in eine vollständige Ermessensleistung umgewandelt.
- Der Antragsteller muss nun eine Restanspruchsdauer auf Arbeitslosengeld von 150 Tagen anstatt bisher 90 Tagen besitzen.
- Die Förderhöhe wird abgesenkt, indem die Dauer der Förderphasen getauscht werden. Die erste Förderphase (Arbeitslosengeld plus Pauschale zur sozialen Absicherung in Höhe von 300 €) wird von 9 auf 6 Monate gekürzt, die zweite Förderphase (Pauschale zur sozialen Absicherung in Höhe von 300 €) wird von 6 auf 9 Monate verlängert. Die Gesamtförderdauer liegt weiterhin bei 15 Monaten.
- Künftig werden Gründungsüberzeugung und hohes Engagement gleich zu Beginn der Arbeitslosigkeit gefordert und die Gründungsförderung muss frühzeitig beantragt werden. Im Einzelfall wird aufgrund der fachlichen Prognose zur Tragfähigkeit der Gründung sowie der persönlichen Eignung des Gründers für eine selbständige Tätigkeit nach Ermessen entschieden.
- Die Tragfähigkeit eingereichter Gründungskonzepte wird wie bisher durch eine fachkundige Stelle bewertet.

Am 23. September 2011 verabschiedete der Deutsche Bundestag die oben beschriebenen Änderungen im Gesetz zur Verbesserung der Eingliederungschancen am Arbeitsmarkt. Teil des Gesetzes sind auch Änderungen und massive Kürzungen beim Gründungszuschuss. Ausschlaggebend waren die Stimmen der Regierungskoalition aus CDU/CSU und FDP, während die übrigen Fraktionen das Gesetz ablehnten. Im Vorfeld äußerten auch Verbände und Wissenschaftler heftige Kritik an den Plänen. Insbesondere die Darstellung, der Gründungszuschuss sei kein wirksames Instrument der Arbeitsmarktförderung, geriet in den Fokus von Wissenschaft und Politik. Für Hypothesen im Gesetzentwurf, was eine erfolgreiche Gründung ausmache, fehle es an einem empirischen Nachweis und an einem wissenschaftlichen Erhebungsverfahren im Rahmen der Qualitätssicherung. Die Beurteilungsspielräume von Agenturen würden mit dem Gesetzentwurf nicht erweitert. Wie bisher sei ein Gründungszuschuss an Rahmenbedingungen gekoppelt und eine Tragfähigkeit durch fachkundige Stellen zu prüfen. Die Entwurfsbegründung sei unzureichend und sogar irreführend, da sie Änderungen suggeriere, die gar nicht im Entwurf enthalten seien. Eine Zweidrittelkürzung der Haushaltsmittel versetze die Vermittlung nicht in die Lage, den Gründungszuschuss weder im individuellen Beratungsgespräch ergebnisorientiert zu beraten noch unbelastet Prognosen zur Gründungseignung zu treffen.
Mit den Kürzungen sollen zwischen 2012 und 2015 knapp 5 Mrd. € eingespart werden.
Die gesetzliche Regelung der Instrumentenreform sollte am 14. Oktober 2011 den Bundesrat passieren. Daher hätten die geplanten Änderungen zum Gründungszuschuss bereits mit der Veröffentlichung vor dem 1. November 2011 wirksam werden können: Nur Antragstellungen vor dem Veröffentlichungstermin der Gesetzesänderung und der damit verbundene Beginn der Selbständigkeit, der ebenfalls vor dem Veröffentlichungstermin liegen muss, werden dann noch nach altem Recht behandelt. Allerdings wurde die Gesetzesänderung erwartungsgemäß nicht bestätigt und an den Vermittlungsausschuss verwiesen, der sich am 22. November 2011 mit der Gegenäußerung der Bundesregierung zur ablehnenden Stellungnahme des Bundesrates vom 25. August 2011 befasst hat.
Das Gesetz zur Verbesserung der Eingliederungschancen am Arbeitsmarkt wurde am 27. Dezember 2011 im Bundesgesetzblatt veröffentlicht. Damit treten die Neuregelungen des Gründungszuschusses – in seinem ursprünglichen Wortlaut – ab dem 28. Dezember 2011 in Kraft.
Eine Studie des Instituts für Arbeitsmarkt- und Berufsforschung aus 2021 kommt zu dem Ergebnis, dass die meisten Geförderten auch knapp 3,5 Jahre nach der Gründung noch selbstständig sind und etwa ein Drittel von ihnen mindestens einen Beschäftigen angestellt hat. Von denjenigen, die ihre Selbstständigkeit inzwischen beendet haben, sind die meisten sozialversicherungspflichtig beschäftigt. Damit hätten Geförderte eine deutlich höhere Beschäftigungsquote als vergleichbare Personen ohne diese Förderung. Auch ihre monatlichen Nettoverdienste sowie ihre Jobzufriedenheit seien höher. Verbesserungspotenzial gebe es allerdings bei der sozialen Absicherung: Geförderte zahlten seltener in eine Rentenversicherung oder in die Arbeitslosenversicherung ein und seien mit ihrer sozialen Absicherung unzufriedener als vergleichbare Personen.